# Thanh tra (báo)
Thanh tra là cơ quan ngôn luận của ngành Thanh tra Chính phủ Việt Nam, có nhiệm vụ truyền tải thông tin về các hoạt động thanh tra, kiểm tra, giám sát và phòng chống tham nhũng. Được thành lập vào ngày 5 tháng 1 năm 1992, tờ báo đã trở thành một kênh thông tin đa dạng trong việc phản ánh những vấn đề liên quan đến pháp luật và mọi mặt trong đời sống xã hội Việt Nam.

## Lịch sử
Với vai trò là cơ quan ngôn luận của ngành Thanh tra Chính phủ nước Cộng hòa xã hội chủ nghĩa Việt Nam, Thanh tra ra mắt số báo đầu tiên vào ngày 5 tháng 1 năm 1992 với 8 trang, in đen trắng và phát hành mỗi 2 tuần/1 kỳ. Trọng tâm của tờ báo chủ yếu tập trung vào việc phản ánh các hoạt động thanh tra, tiếp công dân, giải quyết khiếu nại, tố cáo, giám sát và phòng chống tham nhũng.
Tính đến năm 2019, đội ngũ phóng viên, biên tập viên của báo đã tăng lên đến con số 60. Khoảng thời gian hai năm 2006–2007, Thanh tra đã tăng hai kỳ báo xuất bản mỗi tuần, và đến ngày 12 tháng 1 năm 2008, tờ báo bắt đầu khai thác các nền tảng trực tuyến tại địa chỉ "thanhtra.com.vn", đồng thời tăng lượng phát hành báo in lên gấp 1,3 lần.

## Danh hiệu
| Quốc gia | Năm  | Giải thưởng                  | Ct.   |
| -------- | ---- | ---------------------------- | ----- |
| Việt Nam | 2010 | Huân chương Lao động hạng Ba | [ 8 ] |